# Llano de Chajnantor Observatory
Llano de Chajnantor Observatory er betegnelsen for en gruppe astronomiske observatorier i Atacamaørkenen i det nordlige Chile, beliggende i en højde af 4.800 m.o.h. Stedet ligger i regionen Antofagasta omtrent 50 kilometer øst for byen San Pedro de Atacama. Det usædvanlig tørre ørkenklima i dette område er ugæstfrit for mennesker, men udgør et udmærket sted for submillimeter-astronomi. Dette skyldes at vanddampe absorberer og dæmper submillimeter stråling. Llano de Chajnantor er hjemsted for Radioteleskopet Atacama Large Millimeter Array (ALMA), verdens største og dyreste astronomiske teleskop-projekt. Llano de Chajnantor, og dets omgivelser, er af den chilenske regering blevet udpeget til at være Chajnantor Science Reserve (spansk: Reserva Científica de Chajnantor).